# Memoriał Luboša Tomíčka 2009
Memoriał Luboša Tomíčka 2009 – rozegrane po raz 41. w Pradze zawody żużlowe, mające na celu upamiętnienie czechosłowackiego żużlowca Luboša Tomíčka, który zginął tragicznie w Pardubicach w 1968 roku. W memoriale zwyciężył Duńczyk Nicki Pedersen.

## Wyniki
- Praga, 5 września 2009

| Msc. | Zawodnik             | Państwo           | Pkt   |             |  |
| ---- | -------------------- | ----------------- | ----- | ----------- |  |
| 1    | Nicki Pedersen       | Dania             | 15 +4 | (3,3,3,3,3) |  |
| 2    | Davey Watt           | Australia         | 11 +3 | (3,0,3,3,2) |  |
| 3    | Grzegorz Walasek     | Polska            | 11 +2 | (2,2,3,2,2) |  |
| 4    | Martin Vaculík       | Słowacja          | 10 +1 | (1,2,2,2,3) |  |
| 5    | Greg Hancock         | Stany Zjednoczone | 12 +0 | (2,3,2,2,3) |  |
| 6    | Luboš Tomíček        | Czechy            | 9     | (3,0,1,3,2) |  |
| 7    | Tai Woffinden        | Wielka Brytania   | 9     | (w,3,2,1,3) |  |
| 8    | Matej Ferjan         | Słowenia          | 8     | (2,2,3,0,1) |  |
| 9    | Maksims Bogdanovs    | Łotwa             | 7     | (3,1,0,2,1) |  |
| 10   | Aleš Dryml           | Czechy            | 7     | (2,2,2,1,0) |  |
| 11   | József Tabaka        | Węgry             | 6     | (1,3,1,1,0) |  |
| 12   | Rienat Gafurow       | Rosja             | 6     | (0,1,1,3,1) |  |
| 13   | Christian Hefenbrock | Niemcy            | 6     | (1,1,1,1,2) |  |
| 14   | Marcin Rempała       | Polska            | 2     | (0,1,0,0,1) |  |
| 15   | Pavol Pučko          | Czechy            | 1     | (1,0,0,0,0) |  |
| 16   | Mattia Carpanese     | Włochy            | 0     | (0,w,w,d,–) |  |
| 17   | rez. Jakub Fencl     | Czechy            | 0     | (0)         |  |
| 17   | rez. Jiří Brummer    | Czechy            | 0     | (0)         |  |

Bieg po biegu:
1. Watt, Hancock, Tabaka, Gafurow
2. Pedersen, Dryml, Vaculík, Woffinden (w)
3. Bogdanovs, Ferjan, Pučko, Carpanese
4. Tomíček, Walasek, Hefenbrock, Rempała
5. Pedersen, Feran, Gafurow, Tomíček
6. Hancock, Vaculík, Rempała, Fencl (Carpanese w/2min)
7. Tabaka, Dryml, Hefenbrock, Pučko
8. Woffinden, Walasek, Bogdanovs, Watt
9. Walasek, Vaculík, Gafurow, Pučko
10. Pedersen, Hancock, Hefenbrock, Bogdanovs
11. Ferjan, Woffinden, Tabaka, Rempała
12. Watt, Dryml, Tomíček, Carpanese (w/u)
13. Gafurow, Bogdanovs, Dryml, Rempała
14. Tomíček, Hancock, Woffinden, Pučko
15. Pedersen, Walasek, Tabaka, Carpanese (d)
16. Watt, Vaculík, Hefenbrock, Ferjan
17. Woffinden, Hefenbrock, Gafurow, Brummer
18. Hancock, Walasek, Ferjan, Dryml
19. Vaculík, Tomíček, Bogdanovs, Tabaka
20. Pedersen, Watt, Rempała, Pučko
21. Finał: Pedersen, Watt, Walasek, Vaculík, Hancock